# Sitkówka-Nowiny (gmina)
La gmina de Sitkówka-Nowiny est une commune rurale de la voïvodie de Sainte-Croix et du powiat de Kielce. Elle s'étend sur 45,76 km2 et comptait 7 711 habitants en 2016. Son siège est le village de Osiedle-Nowiny qui se situe à environ 9 kilomètres au sud-ouest de Kielce.

## Villages
La gmina de Sitkówka-Nowiny comprend les villages et localités de Bolechowice, Kowala, Osiedle-Nowiny, Sitkówka, Słowik, Szewce, Trzcianki, Wola Murowana, Zagrody, Zawada et Zgórsko.

## Villes et gminy voisines
La gmina de Sitkówka-Nowiny est voisine de la ville de Kielce et des gminy de Chęciny, Morawica et Piekoszów.